# The Executioner and Her Way of Life
«The Executioner Girl's Virgin Road» (яп. 処刑少女の生きる道, Shokei Shōjo no Bājin Rōdo, «Буремне життя карательки») — ранобе, написане Мато Сато та проілюстроване Ніліцу. Видавництво SB Creative випустило дев'ять томів з липня 2019 року під імпринтом GA Bunko.
Манґа-адаптація з ілюстраціями Рьо Міцуї публікувалася в сейнен-журналі Young Gangan від Square Enix з червня 2020 до квітня 2024 року. Вона зібрана в шість танкобонів. Як ранобе, так і манґа ліцензовані в Північній Америці видавництвом Yen Press. 12-серійна аніме-адаптація від J.C.Staff виходила в ефір з квітня по червень 2022 року.

## Синопсис

### Передісторія
Події розгортаються в ефірному світі, що існує паралельно до нашого. Його мешканці створили розвинену цивілізацію з сильним японським впливом через прибуття людей з паралельного світу, званих «Загубленими» (Lost Ones), які походять з місця, відомого як «Японія». Згодом японська культура та мова інтегрувалися в цей ефірний світ і певний час він процвітав.
Іноді Загублені володіють силою, що перевершує уяву, званою «Чистими Концептами» (Pure Concepts). Однак з часом було виявлено, що при тривалому використанні цієї сили вони втрачають контроль над нею, що призводить до катастроф і лих. Навіть сьогодні чотири легендарні катастрофи, відомі як «Людські Помилки» (Human Errors), продовжують залишати свій слід у світі:
- Меч Солі (Sword of Salt) — перетворив увесь Західний континент на сіль, яка поступово розчиняється в морі.
- Пандемоніум (Pandæmonium) — туманоподібна мертва зона в Південному архіпелазі, з якої регулярно з'являються монстри.
- Механічне Товариство (Mechanical Society) — контролює дику прикордонну територію на Сході.
- Зоряна Оболонка (Starhusk) — вирізала центр Північного континенту і підняла його в повітря.

Щоб запобігти новим катастрофам, виклик Загублених став суворо забороненим і ретельно контролюється Фаустами (Faust) — класом членів Церкви. Серед Фаустів є Карателі (Executioners) — воїни, які володіють магією (ефірними силами) і таємно знищують будь-яких Загублених, що можуть з'явитися.

### Сюжет
Карателька найвищого класу Меноу отримує завдання ліквідувати Акарі Токіто, Загублену, яку викликав король Грісаріка з Ноблессів — аристократичного класу. Однак спроба провалюється і Меноу незабаром дізнається, що Акарі володіє Чистим Концептом Часу, який дозволяє їй відмотувати час і повертатися до життя навіть після смерті. Шокована й налякана, Меноу вирушає в подорож разом з Акарі, сподіваючись знайти спосіб її вбити.

## Персонажі
Меноу (яп. メノウ, Menō)
Сейю: Іорі Саекі (оригінал), Енні Вайлд, Брітні Карбовські (в дитинстві) (англійський дубляж)
Молода жриця, що спеціалізується на полюванні та знищенні Загублених, перш ніж вони стануть загрозою. Вона чудово розуміє, що більшість Загублених, яких вона вбиває, є невинними й не встигли нічого заподіяти, але її навчання диктує, що їх не можна залишати живими, оскільки їхні Чисті Концепти зрештою зіпсують їх. Ще до зустрічі з Акарі Меноу регулярно бачила сни, де вони зустрічалися в Японії. Тепер же вона змушена супроводжувати Акарі в пошуках способу її вбити. У дитинстві Меноу була однією з небагатьох, хто вижив під час катастрофи Меча Солі. Проте трагедія та отримана травма «вибілили» її душу, перетворивши її на беземоційну оболонку. Після цього її знайшла Флеа́р, найкраща карателька того часу, й узяла її собі в учениці, назвавши «Флеаретт». Як Карателька, Меноу майстерно володіє ефіром і здебільшого використовує ніж як основну зброю.
Акарі Токіто (яп. 時任 灯里 / アカリ, Tokitō Akari)
Сейю: Мо Кахара (оригінал), Мелісса Молано (англійський дубляж)
Японська старшокласниця, насильно викликана в цей світ королем Грісарікою. Її Чистий Концепт Часу дає їй змогу керувати всіма аспектами часу, включно з інстинктивним відмотуванням його, щойно вона помирає. На перший погляд здається незграбною та легковажною, але водночас доброю й довірливою, через що одразу повірила Меноу, вважаючи їхню зустріч доленосною. Однак насправді вона вже неодноразово відкочувала світ назад, щоб врятувати Меноу від смерті, щоразу стираючи собі спогади й залишаючи лише відчуття дежавю.
Момо (яп. モモ)
Сейю: Хісако Канемото (оригінал), Кіт Томас, Холлі Сегарра (в дитинстві) (англійський дубляж)
Молода жриця й помічниця Меноу. Виконує всі її доручення під час місій: займається розвідкою, забезпечує маскування та надає бойову підтримку. Закохана в Меноу ще з дитинства й дуже дорожить подарованими нею стрічками для волосся. Оскільки Меноу наказала їй приховувати свою присутність від Акарі, Момо починає ревнувати через те, що вони стали надто близькими. Як і Меноу, вона має великий контроль над ефіром, а її основною зброєю є струнна пилка.
Ашуна (яп. アーシュナ, Āshuna)
Сейю: Мао Ічімічі (оригінал), Рейчел Мессер (англійський дубляж)
Принцеса-войовниця Грісаріки. Безрозсудна й відважна, не надає значення ні своєму титулу, ні обов'язкам аристократки, натомість полюбляє шукати сильних суперників для бою. Б'ється величезним мечем, який може зачаровувати ефірним полум'ям.
Флеар (яп. フレア, Furea)
Сейю: Юко Кайда (оригінал), Моллі Серсі (англійський дубляж)
Легендарна жриця, відома неймовірною майстерністю в магії й тим, що винищила велику кількість Загублених. Після порятунку маленької Меноу від Загубленого взяла її в учениці.
Орвелл (яп. オーウェル, Ōweru)
Сейю: Таміе Кубота (оригінал), Шеллі Кален-Блек (англійський дубляж)
Архієпископ Церкви. Є прямою начальницею Меноу та спершу наказує їй доправити Акарі в столицю Гарм, щоб виконати над нею страту. Згодом Меноу дізнається, що Орвелл, змучена та розчарована довгими роками служби, викрадала молодих дівчат і висмоктувала їхню молодість. Вона також мала намір використати Акарі, щоб повернути свою молодість, однак Меноу, використавши силу Акарі, заставила її постаріти до смерті.
Міцукі (яп. ミツキ)
Сейю: Юма Учіда (оригінал), Брайсон Баугус (англійський дубляж)
Старшокласник, якого разом з Акарі насильно викликав у цей світ король Грісаріка. Його Чистий Концепт Порожнечі (Null) дозволяв знищувати будь-який об'єкт. Меноу вбила його, щоб запобігти можливому зловживанню його силою.
Манон Лібель (яп. マノン リベル, Manon Riberu)
Сейю: Манака Івамі (оригінал), Крістен Макгвайр (англійський дубляж)
Дочка графа Лібеля, правителя портового міста, що носить ім'я його родини. Її мати була Загубленою, але сама Манон не успадкувала її силу, через що її часто зневажали і вона почала прагнути смерті. Сьогодні Манон очолює «Четвертих» — підпільну групу, що вважає себе «звільненим» соціальним класом. Зовні здається наївною й лагідною, але має схильність до садистських убивств. Наодинці поводиться як старша сестра для Пандемоніума, використовуючи її кров для створення руйнівних таблеток.
Пандемоніум (яп. 万魔殿 / パンデモニウム, Pandemoniumu)
Сейю: Анзу Харуно (оригінал), Джульєтта Сіммонс (англійський дубляж)
Загублена, що прибула в цей світ кілька сотень років тому, хоча зовні виглядає десятирічною дитиною. Її Чистий Концепт Хаосу дає їй змогу створювати й контролювати монстрів, що зробило її відповідальною за одну з чотирьох Великих Людських Помилок. Через повне збочення її Концепту, Пандемоніум втратила власну волю й поводиться як дитина. Її кров використовує Манон для створення руйнівних таблеток.

## Медіа

### Ранобе
Ранобе «The Executioner and Her Way of Life» написана Мато Сато, а ілюстрована Ніліцу. Видавництво SB Creative випустило дев'ять томів з липня 2019 року під своїм імпринтом GA Bunko. Видавництво Yen Press отримало ліцензію на англомовний випуск серії. Завершується серія одночасним виходом десятого та одинадцятого томів у березні 2025 року.
В інтерв'ю Мато Сато пояснив, що не хотів піддаватися швидкому виробничому процесу та бажав випустити свою історію у форматі, який краще відповідає її стилю, тому обрав створення ранобе, а не онлайн-публікацію.
| № | Назва                                                                                         | Дата виходу      | ISBN                   |
| - | --------------------------------------------------------------------------------------------- | ---------------- | ---------------------- |
| 1 | Thus, She Is Reborn Soshite, Kanojo wa Yomigaeru (そして、彼女は甦る)                         | 12 липня, 2019   | ISBN 978-4-81-560118-8 |
| 2 | Whiteout Howaito Auto (ホワイト・アウト)                                                      | 13 вересня, 2019 | ISBN 978-4-81-560393-9 |
| 3 | The Cage of Iron Sand Tessha no Ori (鉄砂の檻)                                                | 14 лютого, 2020  | ISBN 978-4-81-560481-3 |
| 4 | Crimson Nightmare Akai Akumu (赤い悪夢)                                                       | 6 серпня, 2020   | ISBN 978-4-81-560713-5 |
| 5 | The Promised Land Yakusoku no Chi (約束の地)                                                  | 10 лютого, 2021  | ISBN 978-4-81-560936-8 |
| 6 | A Casket of Salt Shio no Hitsugi (塩の柩)                                                     | 12 серпня, 2021  | ISBN 978-4-81-561140-8 |
| 7 | Lost Rosuto (ロスト)                                                                          | 14 квітня, 2022  | ISBN 978-4-81-561399-0 |
| 8 | Fall Down Fōru Daun (―フォール・ダウン―)                                                      | 14 березня, 2023 | ISBN 978-4-81-561723-3 |
| 9 | Wish on Stars, Pray to Flowers Hoshi ni Negai wo, Hana ni Inori wo (―星に願いを、花に祈りを―) | 15 січня, 2024   | ISBN 978-4-8156-2514-6 |

### Манґа
Манґа-адаптація з ілюстраціями Рьо Міцуї виходила в журналі Young Gangan від Square Enix з 5 червня 2020 року до 19 квітня 2024 року. Манґа також ліцензована в Північній Америці видавництвом Yen Press.
| № | Дата виходу      | ISBN                   |
| - | ---------------- | ---------------------- |
| 1 | 9 лютого, 2021   | ISBN 978-4-75-757098-6 |
| 2 | 10 серпня, 2021  | ISBN 978-4-75-757414-4 |
| 3 | 25 березня, 2022 | ISBN 978-4-75-757838-8 |
| 4 | 23 червня, 2022  | ISBN 978-4-75-757982-8 |
| 5 | 25 березня, 2023 | ISBN 978-4-75-758484-6 |
| 6 | 25 серпня, 2023  | ISBN 978-4-75-758737-3 |
| 7 | 25 вересня, 2024 | ISBN 978-4-75-759433-3 |

### Аніме
На заході «GA Fes 2021» під час прямої трансляції було оголошено, що серія отримає аніме-адаптацію. Аніме створене студією J.C.Staff, а режисером виступив Йошікі Кавасакі, для якого це був режисерський дебют. Сьоґо Ясукава займався сценарієм, Кейко Тамаки відповідала за дизайн персонажів, а Мічіру — за музичний супровід. Виробництвом займалися Egg Firm та SB Creative. Серіал виходив з 2 квітня до 18 червня 2022 року на Tokyo MX, BS11 та AT-X. Перші шість епізодів охоплюють перший том новели, а останні шість — другий том. Початковою темою є «Paper Bouquet» у виконанні Мілі, а завершальною темою є «Tomoshibi Serenade» (Serenade by Lamplight) ChouCho.
Sentai Filmworks отримала ліцензію на серію за межами Азії та транслює її на Hidive. 11 травня 2022 року Hidive оголосила, що серіал отримає англомовний дубляж, прем'єра якого відбулася 20 травня. Medialink ліцензувала серію для Південно-Східної Азії, Південної Азії та Океанії (за винятком Австралії та Нової Зеландії).

#### Серії
| № серії | Назва серії | Режисер(и)      | Сценарист(и)  | Режисер(и) анімації | Оригінальна дата показу |
| ------- | --- | --------------- | ------------- | ------------------- | ----------------------- |
| 1       | «Кат» Транслітерація: «Shokeinin» (яп. 処刑人)                                                                 | Йошікі Кавасакі | Сьоґо Ясукава | Йошікі Кавасакі     | 2 квітня 2022           |
| 2       | «Загублені» Транслітерація: «Mayoibito» (яп. 迷い人)                                                           | Йошікі Кавасакі | Сьоґо Ясукава | Йошікі Кавасакі     | 9 квітня 2022           |
| 3       | «Табу в червоному кольорі» Транслітерація: «Kinki no Aka» (яп. 禁忌の【赤】)                                   | Сігеру Уеда     | Сьоґо Ясукава | Сігеру Уеда         | 16 квітня 2022          |
| 4       | «Стародавня столиця Гарм» Транслітерація: «Koto Garumu» (яп. 古都ガルム)                                       | Йошіюкі Ногамі  | Сьоґо Ясукава | Йошікі Кавасакі     | 23 квітня 2022          |
| 5       | «До побачення» Транслітерація: «Sayonara» (яп. さよなら)                                                       | Йошіхіро Морі   | Сьоґо Ясукава | Юічі Ніхеї          | 30 квітня 2022          |
| 6       | «Регресія: Спогади, душа, дух» Транслітерація: «[Kaiki: Kioku Tamashii Seishin]» (яп. 【回帰:記憶・魂・精神】) | Кацуші Сакурабі | Сьоґо Ясукава | Йошікі Кавасакі     | 7 травня 2022           |
| 7       | «Портове місто Лібель» Транслітерація: «Minatomachi Ribēru» (яп. 港町リベール)                                 | Йошіюкі Ногамі  | Сьоґо Ясукава | Кацуші Сакурабі     | 14 травня 2022          |
| 8       | «Монстрін» Транслітерація: «Mayaku» (яп. 魔薬)                                                                 | Йошіакі Івасакі | Сьоґо Ясукава | Хата Кійотака       | 21 травня 2022          |
| 9       | «На вечірньому балу» Транслітерація: «Yakai nite» (яп. 夜会にて)                                               | Сігеру Уеда     | Сьоґо Ясукава | Коічіро Сотоме      | 28 травня 2022          |
| 10      | «Дочка загубленої» Транслітерація: «Mayoibito no Musume» (яп. 迷い人の娘)                                      | Кацуші Сакурабі | Сьоґо Ясукава | Кацуші Сакурабі     | 4 червня 2022           |
| 11      | «Пандемоніум» Транслітерація: «Pandemoniumu» (яп. 万魔殿)                                                      | Йошіюкі Ногамі  | Сьоґо Ясукава | Такеші Морі         | 11 червня 2022          |
| 12      | «Подорож дуету» Транслітерація: «Futari no Tabiji» (яп. ふたりの旅路)                                          | Йошікі Кавасакі | Сьоґо Ясукава | Йошікі Кавасакі     | 18 червня 2022          |

## Обсяги
Станом на лютий 2022 року серія налічувала понад 300 000 копій у обігу. Станом на січень 2024 року кількість копій перевищила 400 000.